# Hall in Tirol
Hall in Tirol és una ciutat del districte d'Innsbruck a Tirol, Àustria. Es troba a una altitud de 574 m, a 5 km a l'est d'Innsbruck. Segons el cens del gener del 2011 té una població d'uns 12.700 habitants.

## Fills il·lustres
- Blasius Amon (1558-1590) franciscà i compositor musical.